# Света Петка (Бешище)
Вижте пояснителната страница за други значения на Света Петка.
„Света Петка“ или „Света Параскева“ (на македонска литературна норма: „Света Петка“, „Света Параскева“) е възрожденска църква в мариовското село Бешище, Северна Македония, част от Прилепецко-Витолищка енория на Преспанско-Пелагонийската епархия на Македонската православна църква – Охридска архиепископия.
Църквата е разположена в центъра на селото. В архитектурно отношение представлява трикорабна базилика с полукръгла апсида на изток, която отвън е разчленена на седем плитки ниши. Централният кораб е полукръгло засводен, а страничните са с равни дървени тавани. Изградена е в средата на XIX век. Според ктиторския надпис, в който са изброени имената на много ктитори, църквата е изписана в 1884 година от дебърския зограф Аврам Дичов или от зографи от неговия кръг.